# Avortement enzootique des brebis et des chèvres
L’avortement enzootique des brebis et des chèvres (également connu sous les noms de chlamydiose ovine, chlamydophilose,  avortement enzootique ovin, chlamydiose des petits ruminants), est une maladie abortive touchant principalement le mouton et la chèvre et due à la bactérie Chlamydophila abortus. Elle provoque des avortements dans les 2 ou 3 dernières semaines de gestation,  sans signe avant-coureur, avec mortinatalité des agneaux et inflammation des placentas, ou bien la naissance d'agneaux mort-nés ou chétifs. Les brebis infectées peuvent également mettre bas des agneaux en bonne santé. C'est également une zoonose face à laquelle les femmes enceintes sont particulièrement à risque.  

## Agent causal

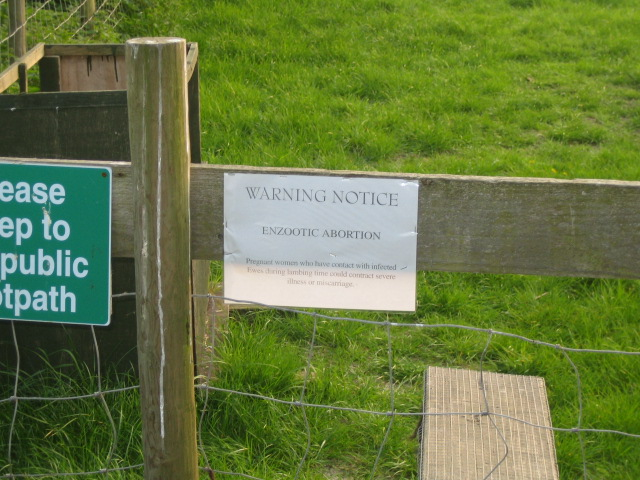
Affichette sanitaire apposée sur une clôture à Spring Hill, en Grande-Bretagne, et indiquant un foyer d'avortement enzootique. L'information est à destination des femmes enceintes, chez lesquelles Chlamydophila abortus peut, exceptionnellement, entraîner un avortement. Photographie Andy Gryce.

La maladie est due à la bactérie Chlamydophila abortus), une bactérie appartenant à la famille des chlamydiaceae et au groupe des rickettsies. Il s'agit d'une bactérie intracellulaire obligatoire assimilée à une bactérie Gram -  qui existe sous  deux formes, une métaboliquement inerte (la forme infectante) et une métaboliquement active (la forme intracellulaire). La forme infectante peut survivre dans le milieu extérieur, de plusieurs jours  à  plusieurs mois .

## Extension et importance
Chlamydophila abortus a été isolée sur tous les continents, sauf l'Australie. L’avortement à Chlamydia se produit également chez la chèvre et, moins fréquemment, chez les bovins, les porcs, les chevaux et les cervidés. Du fait des avortements, la maladie génère de grosses pertes économiques dans de nombreuses régions du monde, en particulier pour les troupeaux confinés pendant la période de gestation. 

## Potentiel zoonotique
L'infection à Chlamydophila abortus est une zoonose, mais la contamination humaine reste rare. Elle se traduit par des symptômes pseudo-grippaux et peut provoquer des avortements chez les femmes enceintes. L'infection peut également provoquer une septicémie avec atteinte hépatite, rénale, pulmonaire, ainsi qu'une CIVD. Le traitement est à base de tétracycline, érythromycine et autres macrolides ou quinolones. La prévention passe par le respect des règles d'hygiène.

## Symptomatologie

### Au niveau du troupeau
L'infection est généralement introduite dans un troupeau sain par l’achat d’animaux infectés. La première année, elle se traduit par quelques avortements, suivis, en seconde année par une « tornade d’avortements » qui peut toucher jusqu'à 30 % des brebis dans leurs trois dernières semaines de gestation. Immunisées par la première infection, les femelles ayant avorté mettent bas normalement et donnent le jour à des agneaux apparemment sains à la saison suivante. Les mâles nés de mères contaminées peuvent cependant développer une épididymite et excréter des Chlamydophila dans le sperme.
La transmission s'effectue par voie orale, respiratoire ou conjonctivale. Les femelles infectées excrètent de nombreuses particules infectieuses au moment de l’avortement ou de la mise-bas. L'agent causal se retrouve dans le placenta et les liquides fœtaux des femelles qui avortent. Chez la brebis, l’excrétion débute avec l'avortement. Elle se poursuit pendant deux à trois semaines, contaminant ainsi le milieu qui devient la principale source d’infection pour les autres femelles. L'excrétion urinaire et fécale persiste plus longtemps, mais elle est moindre. Elle peut perdurer plusieurs années, avec des pics périodiques de 3-4 semaines en période d’ovulation, ce qui assure la persistance de la maladie au sein du troupeau.

### Au niveau individuel
Classiquement, l’avortement survient au cours des 2 à 3 dernières semaines de la gestation, avec mortinatalité et inflammation placentaire.
La réceptivité est maximale entre 60 et 100 j de gestation. Les brebis restent, la plupart du temps, asymptomatiques. L'infection ne gagne l'utérus gravide que dans les deux derniers mois de gestation.  Si la brebis est contaminée dans les premiers temps de la gestation, celle-ci se termine par une résorption fœtale, un  avortement ou la naissance d'agneaux chétifs. Dans le cas contraire l’avortement interviendra à la gestation suivante. L’infection des femelles non gravides évolue souvent vers une guérison et le développement d’une immunité. Elles peuvent cependant avorter à la gestation suivante.
Si la femelle donne naissance à un agneau vivant malgré l'infection, le nouveau-né peut-être prématuré, chétif ou malade (pneumonie, arthrite, conjonctivite). Après l’avortement, les rétentions placentaires sont rares chez la brebis.

## Lésions et diagnostic
Aucune lésion macroscopique pathognomonique n’est associée à la maladie, que ce soit sur la mère ou sur les avortons. 
Dans un troupeau de petits ruminants, des avortements en fin de gestation associés à l'expulsion de membranes fœtales nécrosées doit faire suspecter une infection à C. abortus. Des calques colorés de placentas infectés mettant en évidence un nombre important de micro-organismes confortent la suspicion, mais il faut alors éliminer les autres causes d'avortements au dernier tiers de gestation : infection à Toxoplasma gondii , Campylobacter, Listeria, Salmonella, brucellose ou fièvre Q. 
Un recours plus poussé au laboratoire est donc indispensable pour établir un diagnostic de certitude, soit par des techniques de mise en évidence directe ou indirecte.

## Traitement et prévention
L'administration de tétracycline longue action permet de prévenir l'avortement, mais n’empêche pas l’excrétion de la bactérie à la mise-bas. L’érythromycine, d’autres macrolides ou les quinolones peuvent également être utilisés.
Un dépistage sérologique dans la période suivant la mise-bas identifie les troupeaux infectés, ce qui permet de mettre en œuvre des mesures de contrôle. Les brebis ayant avorté doivent être isolées pendant 3 semaines et les autres animaux tenus à l’écart des zones souillées. Le renouvellement doit se faire à partir d’animaux venant d’élevages indemnes.
Plusieurs vaccins sont disponibles pour lutter contre la maladie, sans toutefois parvenir à l’éradiquer. Ils permettent de réduire l’incidence et la sévérité des avortements, mais ne protègent pas totalement. Les vaccins vivants diminuent l’excrétion de la bactérie et sa propagation.